# یوری چچی
یوری چچی (به انگلیسی: Jury Chechi) ژیمناست زادهٔ ۱۱ اکتبر ۱۹۶۹ میلادی اهل کشور ایتالیا است.